# الحمة الأردنية (إربد)
الحمة الأردنية منطقة سكنية تقع في لواء بني كنانة، محافظة إربد في الأردن. تنتمي المنطقة لقضاء بني كنانة الذي يضم 28 منطقة. يقدر عدد سكانها بـ 2803 نسمة حسب إحصاء 2015.
تبعد عن عمان مسافة 100كم إلى الشمال و9 كم شمال منطقة أم قيس الأثرية قرب الحدود مع فلسطين المحتلة. ويوجد في الحمة فنادق بالإضافة إلى المنتجعات السياحية والعلاجية. إن مياه الحمة تحتوي على أملاح تساعد في شفاء الكثير من الأمراض منها أمراض الجلد والعضلات والمفاصل، وتعتبر أفضل مكان ليجد الشخص متعته وللإسترخاء والراحة النفسية.

## الوصلات الخارجية
- دائرة الاحصاءات العامة